# Banca Interamericana di Sviluppo

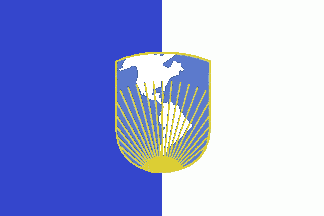
Bandiera della Banca Interamericana di Sviluppo

La Banca Interamericana di Sviluppo (in lingua inglese Inter-American Development Bank) è un istituto di credito internazionale che ha lo scopo di favorire lo sviluppo economico e sociale dei paesi dell’America Meridionale e dei Caraibi. È stata fondata nel 1959 e la sua sede è a Washington. Il presidente è il brasiliano Ilan Goldfajn dal 2022.

## Storia
L'idea di una nuova istituzione per favorire lo sviluppo dell'America Latina era nata già alla Prima Conferenza Panamericana del 1890. L'IDB divenne realtà con un'iniziativa proposta dal Presidente brasiliano Juscelino Kubitschek de Oliveira e fu formalmente istituita l'8 aprile 1959 dall'Organizzazione degli Stati americani.

## Stati membri
Fanno parte della Banca 48 Paesi, dei quali 26 Paesi (Borrowing Members, tutti dell'area latino-americana) sono ammessi a beneficiare dei finanziamenti della banca. Gli altri 22 Paesi (Non Borrowing Members), tra cui sono compresi anche paesi europei ed asiatici, sono solo sottoscrittori del capitale.

### Membri mutuatari
- Argentina
- Bahamas
- Barbados
- Belize
- Bolivia
- Brasile
- Cile
- Colombia
- Costa Rica
- Rep. Dominicana
- Ecuador
- El Salvador
- Guatemala
- Guyana
- Haiti
- Honduras
- Giamaica
- Messico
- Nicaragua
- Panama
- Paraguay
- Perù
- Suriname
- Trinidad e Tobago
- Uruguay
- Venezuela

### Membri non-mutuatari
- Austria
- Belgio
- Canada
- Cina
- Croazia
- Danimarca
- Finlandia
- Francia
- Germania
- Israele
- Italia
- Giappone
- Corea del Sud
- Paesi Bassi
- Norvegia
- Portogallo
- Slovenia
- Spagna
- Svezia
- Svizzera
- Regno Unito
- Stati Uniti

## Lista dei presidenti
| Nome                   | Paese       | Periodo        |
| ---------------------- | ----------- | -------------- |
| Felipe Herrera         | Cile        | 1960-1970      |
| Antonio Ortiz Mena     | Messico     | 1971-1988      |
| Enrique V. Iglesias    | Uruguay     | 1988-2005      |
| Luis Alberto Moreno    | Colombia    | 2005-2020      |
| Mauricio Claver-Carone | Stati Uniti | 2020-2022      |
| Reina Irene Mejía      | Honduras    | 2020 interim   |
| Ilan Goldfajn          | Brasile     | 2022-in carica |